# Lee Sung-hye

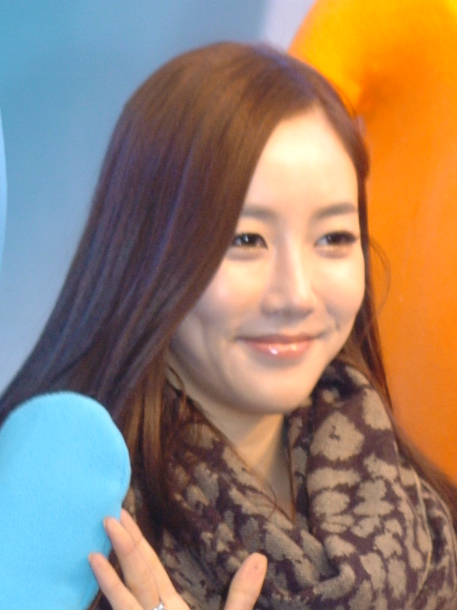

Lee Sung-hye (이성혜; Seul, 11 novembre 1988) è una modella sudcoreana.

## Biografia
Eletta Miss Corea nel 2011, durante un evento tenuto presso il Centro culturale Sejong di Seoul il 3 agosto 2011, a cui hanno partecipato 54 concorrenti, Lee Sung-hye avrebbe dovuto essere la rappresentante della Corea del Sud per Miss Universo 2012, sessantunesima edizione del prestigioso concorso di bellezza internazionale Miss Universo, tuttavia per un cambio di date l'organizzazione ha preferito inviarla a rappresentare la nazione a Miss International 2012, mentre a Miss Universo parteciperà Kim Yu-mi.
Al momento dell'incoronazione, Sung-hye era una studentessa di design della moda presso la Parsons School of Design di New York.